# 海鷗星雲

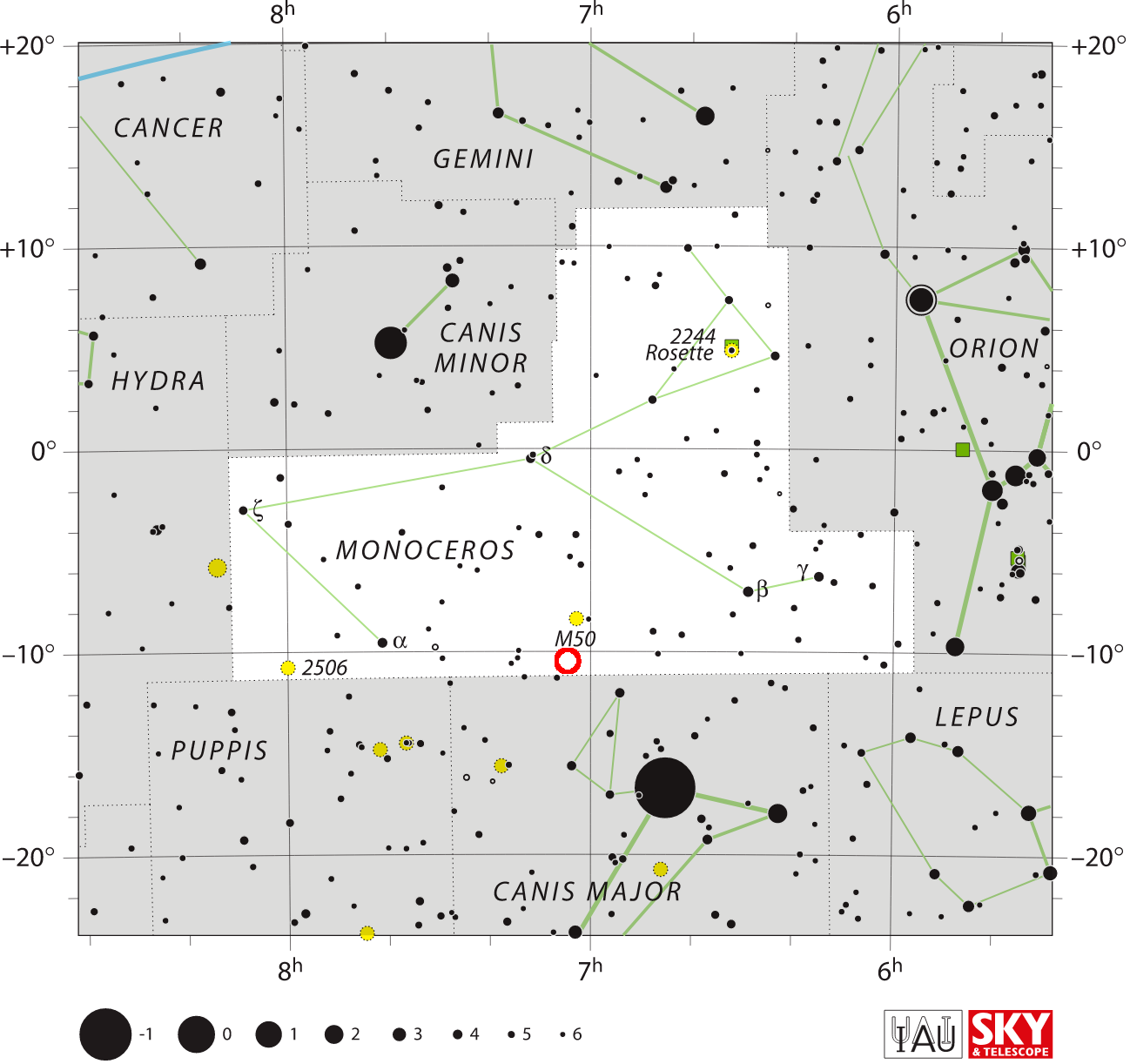
IC 2177的位置（紅色圓圈）。

IC 2177是位於麒麟座的邊界區域，靠近大犬座的一個星雲。它是以Be星HD 53367為中心，大致呈圓形的一個电离氢区（H II區）。這個星雲是由威爾斯的業餘天文學家艾薩克·羅伯茨發現的，他描述這是個"非常明亮，非常大，不規則的圓形，且非常瀰漫"。
"海鷗星雲"包括鄰近的星團、塵埃雲和反射星雲等區域，但有時被業餘天文學家用於這個氫離子區。這個氫離子區域還包括疏散星團NGC 2335和NGC 2343。
NGC 2327位於IC 2177內，因為它在海鷗星雲中的位置很顯著，佔比也夠大，因此它也被稱為海鷗頭。

## 圖集

由VST OmegaCAM拍攝的海鷗星雲[9]。
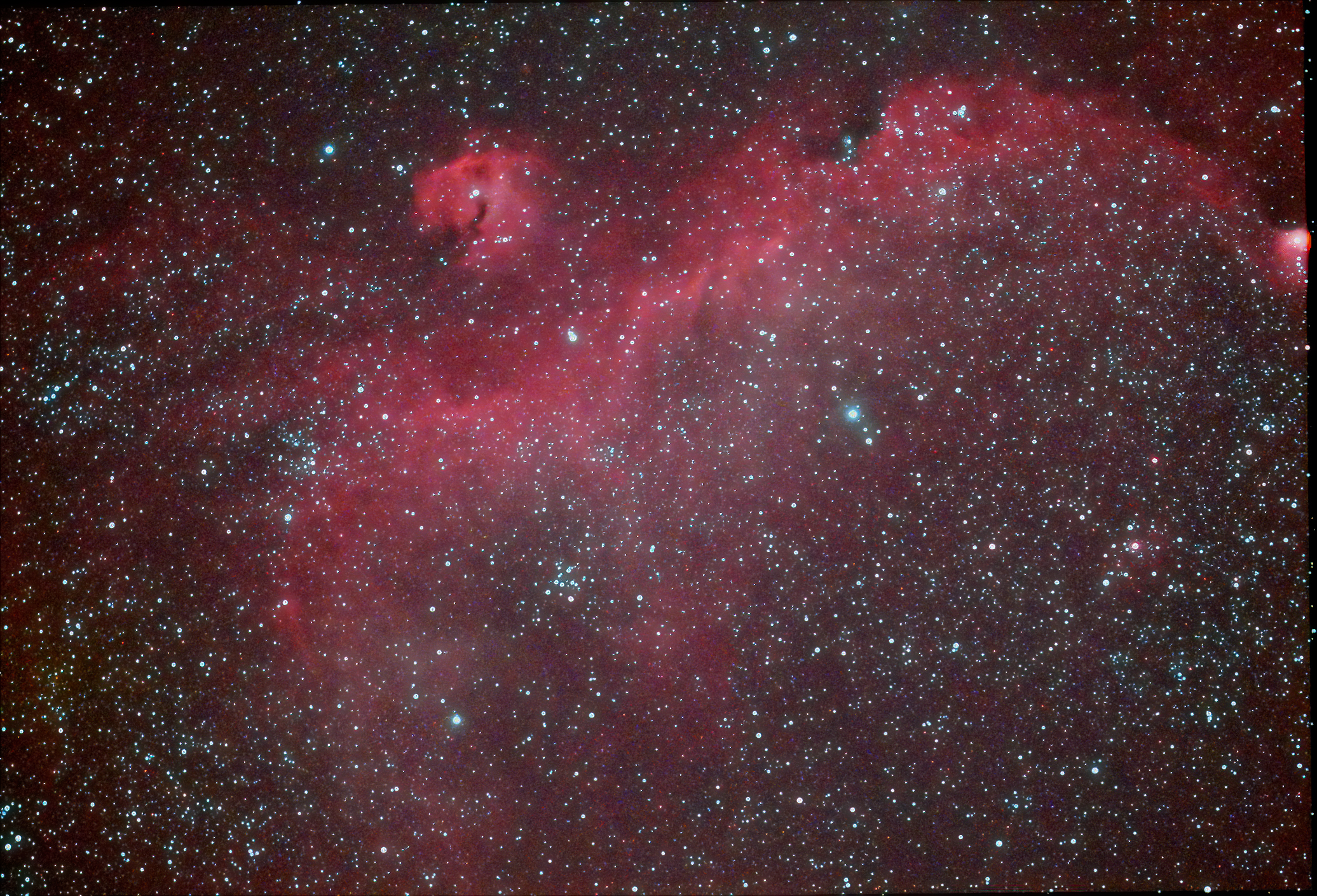
業餘天文學家馬克·約翰斯頓，使用100mm折射鏡拍攝的海鷗星雲。
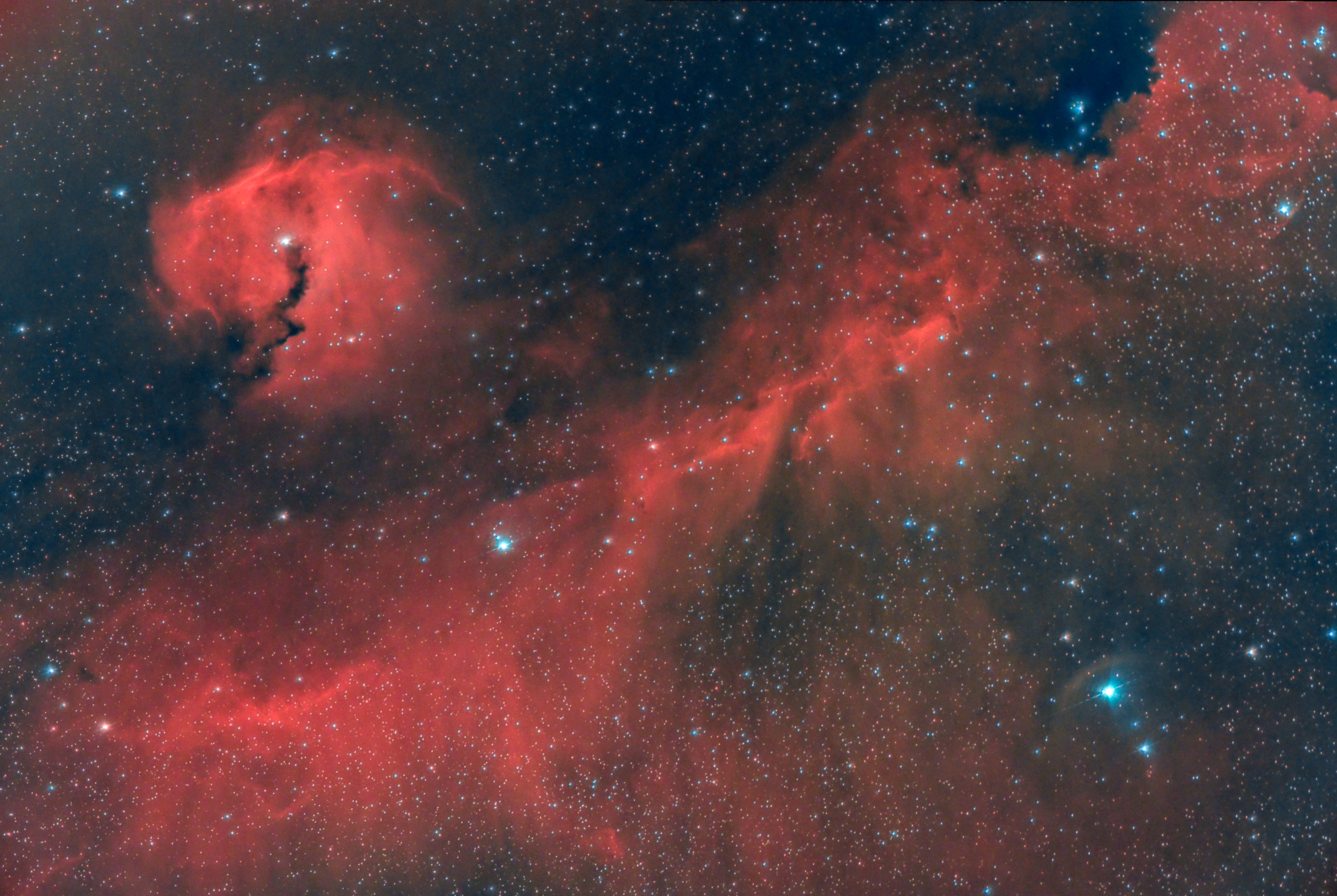
海鷗星雲IC 2177的望遠鏡圖片：11" fast Astrograph RASA 11"。攝影者：拉曼·馬迪拉（Raman Madhira）於2021年2月3日在美國北德克薩斯州的雷的攝影天文台（Ray's Astrophotography Observatory）拍攝；使用PixInsight / Photoshop進行後製處理。
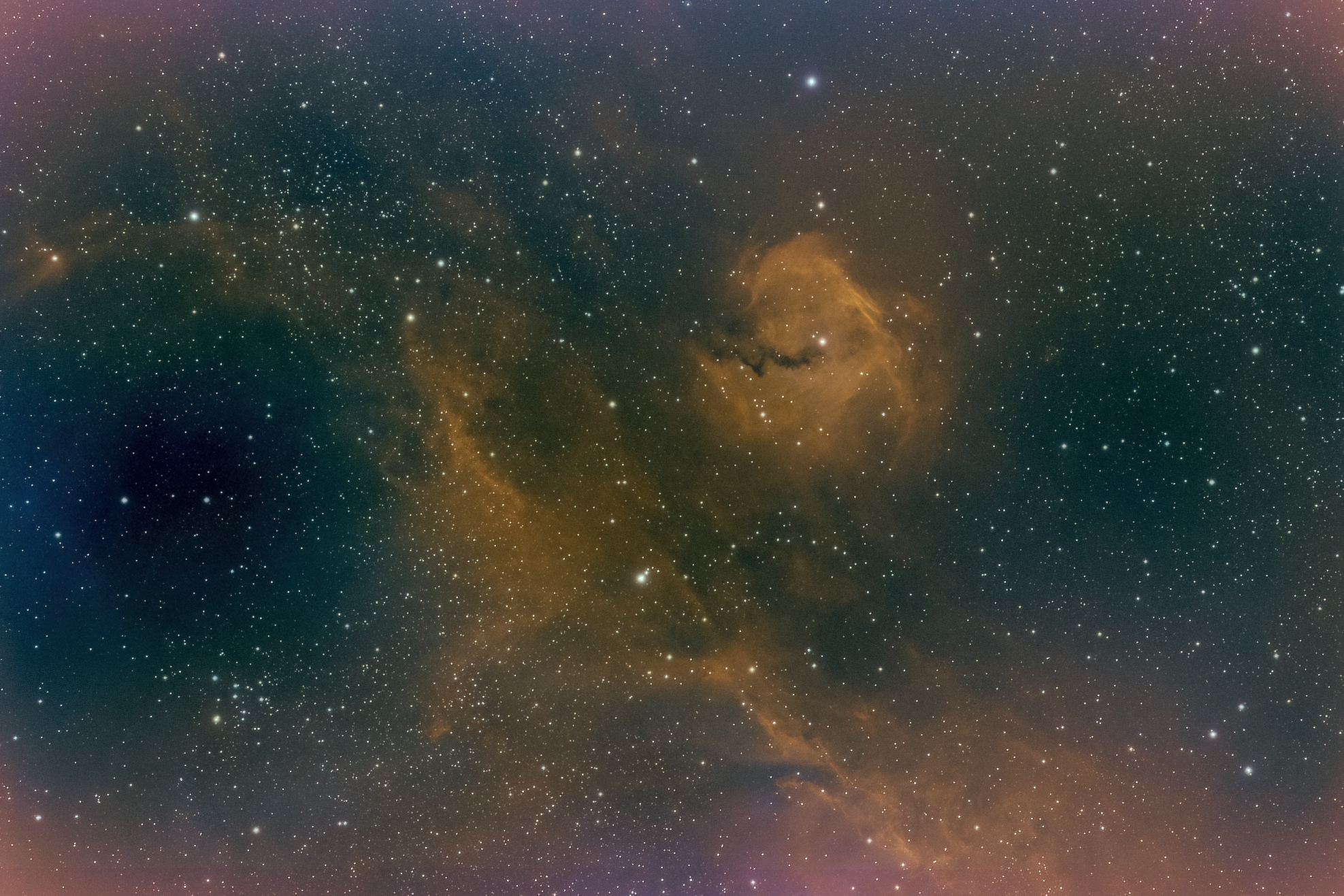
業餘天文攝影師約翰·理查茲（John Richards）使用Stellarvue SV102 Access折射鏡拍攝的海鷗星雲。

## 外部連結
- NASA Astronomy Picture of the Day: The Seagull Nebula (2009-03-27)
- The flight of the Seagull Nebula （页面存档备份，存于）, February 6, 2013, Thomas Anderson, TG Daily